# Federico I Gonzaga
Federico I Gonzaga (Mantova, 25 giugno 1441 – Mantova, 14 luglio 1484) fu il terzo marchese di Mantova.

## Biografia

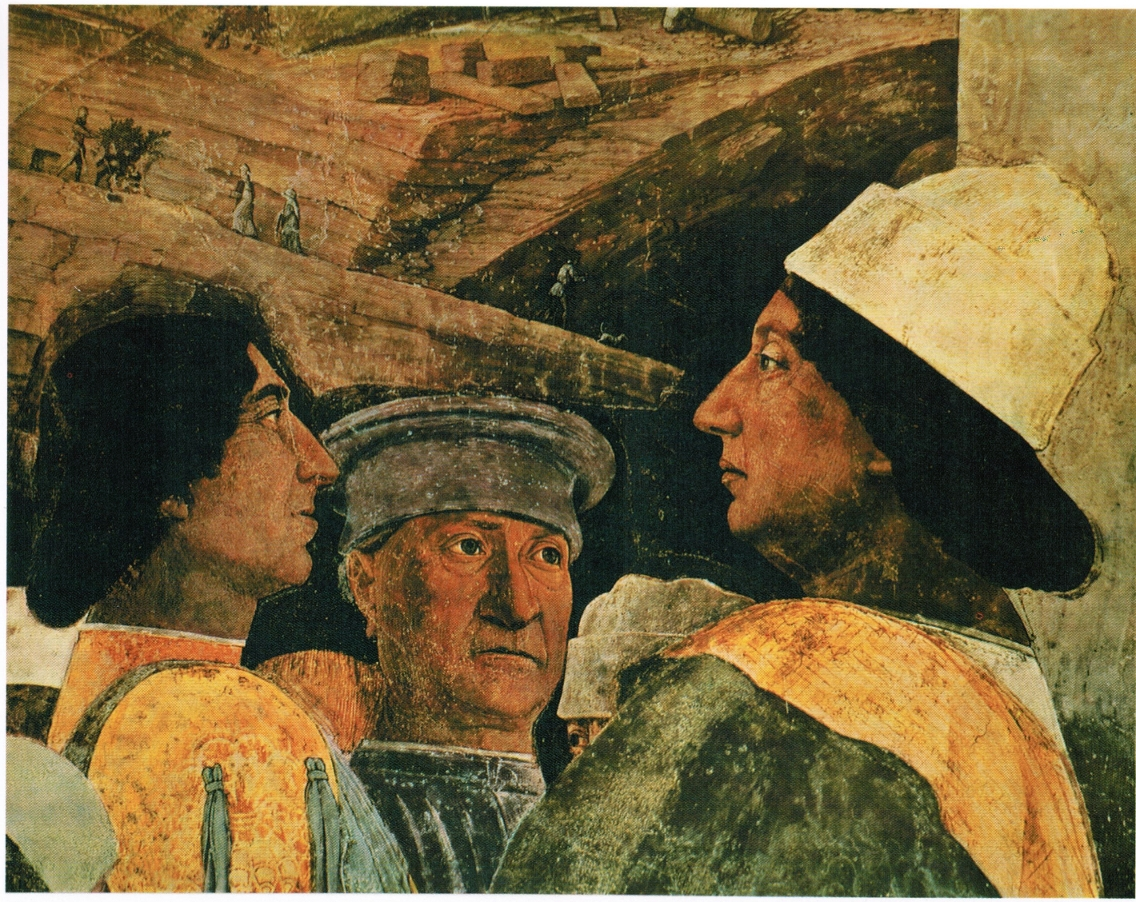
Andrea Mantegna, Mantova Camera degli Sposi, Federico Gonzaga (a destra) a colloquio con Federico III d'Asburgo e Cristiano I di Danimarca

Figlio di Ludovico Gonzaga e di Barbara di Brandeburgo, fu allievo dalla prima infanzia di illustri maestri fra i quali si ricordano tre discepoli di Vittorino da Feltre: Iacopo da San Cassiano, Ognibene Bonisoli (Ognibene da Lonigo) e il Platina.
Salì al potere il 14 giugno 1478, tre giorni dopo la morte del padre. Dal punto di vista politico Federico continuava la linea filo-milanese del padre; ancor prima di succedere alla guida del marchesato, aveva militato come comandante delle truppe milanesi. Questo impegno lo aveva tenuto occupato anche dopo la sua nomina a marchese, tanto che passò frequenti periodi lontano da Mantova, periodi nei quali l'amministrazione del marchesato era affidata ad Eusebio Malatesta, mentre la guida delle truppe gonzaghesche al cognato Francesco Secco d'Aragona, marito della sorellastra Caterina. Federico rimase sempre fedele ai duchi di Milano e partecipò per loro a diverse azioni militari e più in generale contro Venezia, la cui politica in quegli anni era molto aggressiva. Durante una di questa operazioni militari il cognato Francesco Secco occupò Asola (che aveva seguito le parti di Venezia), favorito anche dall'interdetto che il Papa Sisto IV (alleato nella lega contro Venezia) aveva lanciato contro il paese. In seguito però venne stipulata una tregua tra i belligeranti, e Ludovico il Moro (duca reggente di Milano) chiese la consegna di Asola e degli altri territori occupati, causando molta amarezza in Federico. Il marchese era già ammalato, e pare che la sofferenza per la perdite delle terre appena conquistate abbia avuto la sua parte nella sua morte, avvenuta il 14 luglio 1484. Federico fu sepolto nella chiesa di San Francesco a Mantova.
Tra il 1478 e il 1484 fece erigere dall'architetto Luca Fancelli la Domus Nova di Palazzo Ducale con la facciata rivolta verso il lago.
Nel corso della sua esistenza Federico era già stato provato da diversi lutti e dolori. Nel 1481 morì infatti l'amata sorella Susanna, che dopo la rinuncia forzata alle nozze con Galeazzo Maria Sforza, si era ritirata in convento col nome di Suor Angelica. Nel 1483 spirò invece il fratello, Francesco, del cui decesso Federico ebbe notizia dall'ecclesiastico Luigi Capra, che era al servizio del cardinale. Inoltre, dovette subire anche un tentativo di avvelenamento, peraltro sventato da suo fratello Ludovico, da parte degli altri fratelli Gianfrancesco e Rodolfo, che per brama di potere ambivano a sostituirlo.

## Matrimonio e discendenza
Federico sposò il 6 giugno 1463 Margherita di Baviera, figlia del duca di Baviera Alberto III. Il matrimonio con ogni probabilità fu favorito dalla madre Barbara di Brandeburgo, che in questo modo manteneva il marchesato nell'orbita tedesca.
Pare che queste nozze siano state avversate da Federico; questi era un uomo intelligente e di grande cultura, nonché amante delle arti, mentre la moglie, oltre ad essere poco avvenente, aveva fama di scarsa eleganza tanto nel vestire che nel modo di fare. Alcune fonti non confermate attribuiscono addirittura al futuro marchese una storia d'amore con una bella e giovane popolana, storia sulla cui esistenza gli storici sono scettici.
Federico e Margherita ebbero sei figli:
- Chiara (1464 - 1503), andata in sposa a Gilberto di Borbone, conte di Montpensier;
- Francesco II (1466 – 1519), futuro quarto marchese di Mantova;
- Sigismondo (1469 - 1523), cardinale dal 1505, vescovo di Mantova dal 1511;
- Elisabetta (ca 1471 - 1526), andata sposa a Guidobaldo da Montefeltro, duca di Urbino;
- Maddalena (1472-1490), andata in sposa a Giovanni Sforza, signore di Pesaro;
- Giovanni (1474 – 1525), marchese e capostipite dei "Gonzaga di Vescovato".

## Ascendenza
|                                |                           |                                    | Genitori                           |  |  | Nonni |  |  | Bisnonni            |  |  | Trisnonni           |  |
|                                |                           |                                    |                                    |  |  |       |  |  | Francesco I Gonzaga |  |  | Ludovico II Gonzaga |  |
|                                |                           |                                    |                                    |  |  |       |  |  | Francesco I Gonzaga |  |  | Ludovico II Gonzaga |  |
|                                |                           | Alda d'Este                        |                                    |  |  |       |  |  | Francesco I Gonzaga |  |  |                     |  |
| Gianfrancesco Gonzaga          |                           |                                    |                                    |  |  |       |  |  | Francesco I Gonzaga |  |  |                     |  |
|                                |                           | Margherita Malatesta               | Galeotto I Malatesta               |  |  |       |  |  |                     |  |  |                     |  |
|                                |                           | Margherita Malatesta               | Galeotto I Malatesta               |  |  |       |  |  |                     |  |  |                     |  |
|                                |                           | Margherita Malatesta               | Gentile da Varano                  |  |  |       |  |  |                     |  |  |                     |  |
| Ludovico II Gonzaga            |                           | Margherita Malatesta               |                                    |  |  |       |  |  |                     |  |  |                     |  |
|                                |                           | Malatesta IV Malatesta             | Pandolfo II Malatesta              |  |  |       |  |  |                     |  |  |                     |  |
|                                |                           | Malatesta IV Malatesta             | Pandolfo II Malatesta              |  |  |       |  |  |                     |  |  |                     |  |
|                                |                           | Malatesta IV Malatesta             | Paola Orsini                       |  |  |       |  |  |                     |  |  |                     |  |
| Paola Malatesta                |                           | Malatesta IV Malatesta             |                                    |  |  |       |  |  |                     |  |  |                     |  |
|                                |                           | Elisabetta da Varano               | Rodolfo II Da Varano               |  |  |       |  |  |                     |  |  |                     |  |
|                                |                           | Elisabetta da Varano               | Rodolfo II Da Varano               |  |  |       |  |  |                     |  |  |                     |  |
|                                |                           | Elisabetta da Varano               | Camilla Chiavelli                  |  |  |       |  |  |                     |  |  |                     |  |
| Federico I Gonzaga             |                           | Elisabetta da Varano               |                                    |  |  |       |  |  |                     |  |  |                     |  |
|                                | Federico I di Brandeburgo | Federico V di Norimberga           |                                    |  |  |       |  |  |                     |  |  |                     |  |
|                                | Federico I di Brandeburgo | Federico V di Norimberga           |                                    |  |  |       |  |  |                     |  |  |                     |  |
|                                | Federico I di Brandeburgo | Elisabetta di Meißen               |                                    |  |  |       |  |  |                     |  |  |                     |  |
| Giovanni l'Alchimista          | Federico I di Brandeburgo |                                    |                                    |  |  |       |  |  |                     |  |  |                     |  |
|                                |                           | Elisabetta di Baviera-Landshut     | Federico di Baviera-Landshut       |  |  |       |  |  |                     |  |  |                     |  |
|                                |                           | Elisabetta di Baviera-Landshut     | Federico di Baviera-Landshut       |  |  |       |  |  |                     |  |  |                     |  |
|                                |                           | Elisabetta di Baviera-Landshut     | Maddalena Visconti                 |  |  |       |  |  |                     |  |  |                     |  |
| Barbara di Brandeburgo         |                           | Elisabetta di Baviera-Landshut     |                                    |  |  |       |  |  |                     |  |  |                     |  |
|                                |                           | Rodolfo III di Sassonia-Wittenberg | Venceslao I di Sassonia-Wittenberg |  |  |       |  |  |                     |  |  |                     |  |
|                                |                           | Rodolfo III di Sassonia-Wittenberg | Venceslao I di Sassonia-Wittenberg |  |  |       |  |  |                     |  |  |                     |  |
|                                |                           | Rodolfo III di Sassonia-Wittenberg | Cecilia da Carrara                 |  |  |       |  |  |                     |  |  |                     |  |
| Barbara di Sassonia-Wittenberg |                           | Rodolfo III di Sassonia-Wittenberg |                                    |  |  |       |  |  |                     |  |  |                     |  |
|                                |                           | Barbara di Legnica                 | Rupert I di Legnica                |  |  |       |  |  |                     |  |  |                     |  |
|                                |                           | Barbara di Legnica                 | Rupert I di Legnica                |  |  |       |  |  |                     |  |  |                     |  |
|                                |                           | Barbara di Legnica                 | Edvige di Sagan                    |  |  |       |  |  |                     |  |  |                     |  |
|                                |                           | Barbara di Legnica                 |                                    |  |  |       |  |  |                     |  |  |                     |  |